# 1871
1871 (MDCCCLXXI) je bilo navadno leto, ki se je po gregorijanskem koledarju začelo na nedeljo, po 12 dni počasnejšem julijanskem koledarju pa na petek.

## Dogodki
- 10. maj - Frankfurtski mir, končana francosko-pruska vojna
- 24. december - prva izvedba opere Aida

## Rojstva
- 4. februar - Josip Macarol, slovenski slikar († 1951)
- 5. marec - Rosa Luxemburg, poljsko-nemška socialistka judovskega rodu († 1919)
- 27. marec - Heinrich Mann, nemški pisatelj († 1950)
- 16. maj - Ivan Jager, slovenski arhitekt († 1959)
- 18. maj- Fanny zu Reventlow, nemška pisateljica, prevajalka in slikarka († 1918)
- 28. junij - Sergej Nikolajevič Bulgakov, ruski filozof in teolog († 1944)
- 27. julij - Ernst Zermelo, nemški matematik († 1953)
- 13. avgust - Karl Liebknecht, nemški socialist († 1919)
- 30. avgust - Ernest Rutherford, novozelandski fizik, nobelovec 1908 († 1937)

## Smrti
- 18. marec - Augustus De Morgan, škotski matematik, logik, filozof (* 1806)
- 18. april - Omer paša Latas, osmanski feldmaršal in guverner  (* 1806)
- 11. maj - sir John Frederick William Herschel, angleški astronom, matematik (* 1792)
- 18. junij - George Grote, angleški zgodovinar in helenist (* 1794)
- 18. oktober - Charles Babbage, angleški matematik, filozof (* 1792)

Neznan datum
- Okuni Takamasa, japonski šintoistični učenjak (* 1792)